# TimeGate Studios
TimeGate Studios — американская частная компания, специализирующаяся на разработке компьютерных игр. Компания была основана в 1998 году и расположена в Шугар-Ленде, штат Техас.

## История компании
TimeGate Studios была основана в 1998 году Аланом и Аделем Чивли (англ. Alan and Adel Chaveleh), которые стали соответственно председателем и президентом компании.
Первой игрой компании стала стратегия в реальном времени Kohan: Immortal Sovereigns, вышедшая 15 марта 2001 года. Игра получила положительные отзывы от игровой прессы и завоевала несколько наград, включая «Лучшая стратегическая игра года» (англ. Strategy Game of the Year) от изданий Computer Gaming World, PC Gamer и Computer Games Magazine. Самостоятельное дополнение Kohan: Ahriman's Gift, вышло в ноябре 2001 года и закрепило успех франчайза «Kohan». Благодаря этим двум играм организация International Game Developers Association номинировала TimeGate Studios на награду «Rookie Studio of the Year 2001» (рус. Новичок года).
В сентябре 2004 года TimeGate Studios выпустила свою третью игру — Kohan II: Kings of War, которая попала в десятку лучших игр 2004 года по мнению Computer Games Magazine. На следующий месяц, в ноябре, компанию выпустила четвёртую игру в жанре стратегии реального времени под названием Axis and Allies. На 2011 год эта игра является самой успешной в коммерческом плане игрой за всю историю TimeGate Studios.
Далее компания сменила жанровую направленность своих игр на шутеры от первого лица. 24 октября 2006 года TimeGate Studios выпускает F.E.A.R. Extraction Point — самостоятельное дополнение к игре F.E.A.R. 2005 года выхода, разработанное Monolith Productions. F.E.A.R. Extraction Point получил очень смешанные отзывы прессы. Например, PC Gamer присвоил игре награду «Лучшее дополнение 2006 года», а сайт Absolute Games раскритиковал игру и поставил ей оценку в 55%. Почти через год, 6 ноября 2007 года, TimeGate Studios выпустила второй самостоятельный дополнение к F.E.A.R. — F.E.A.R. Perseus Mandate. В целом, игра получила более низкие оценки прессы, чем F.E.A.R. Extraction Point. В этот же день, 6 ноября, эксклюзивно для консоли Xbox 360 вышел сборник игр F.E.A.R. Files, который включал в себя F.E.A.R. Extraction Point и F.E.A.R. Perseus Mandate. Портированием этих игр на Xbox 360 занималась компания Day 1 Studios.
После этого TimeGate Studios отходит от франчайза F.E.A.R. и приступает к созданию игры на базе собственной новой интеллектуальной собственности — SouthPeak Games. Данная игра базируется на приобретённом движке Unreal Engine 3 и является многопользовательским шутером в научно-фантастическом сеттинге. Она выходит в сентябре 2009 года на персональных компьютерах и Xbox 360, а в марте 2010 года — на PlayStation 3. Согласно интервью Strategy Informer в апреле 2010 года, TimeGate Studios изначально планировала выпустить во франчайзе Section 8 несколько игр, и в начале сентября 2010 года компания анонсировала Section 8: Prejudice — продолжение Section 8.
К 2013 году фирма задолжала десятки миллионов долларов множеству различных организаций, в том числе SouthPeak Games (издателю игры Section 8), которому TimeGate Studios согласно судебному решению должна была выплатить $7,35 млн. Все это привело к тому, что TimeGate Studios подала заявление о  банкротстве.

## Разработанные игры
| Название игры              | Издатель                                   | Дата первого выхода   | Жанр                         | Платформы                             |
| -------------------------- | ------------------------------------------ | --------------------- | ---------------------------- | ------------------------------------- |
| Kohan: Immortal Sovereigns | Strategy First                             | 15 марта 2001 года    | стратегия в реальном времени | PC (Windows, Linux)                   |
| Kohan: Ahriman's Gift      | Strategy First                             | 5 ноября 2001 года    | стратегия в реальном времени | ПК (Windows)                          |
| Kohan II: Kings of War     | Take-Two Interactive, Global Star Software | 20 сентября 2004 года | стратегия в реальном времени | ПК (Windows)                          |
| Axis and Allies            | Atari                                      | 2 ноября 2004 года    | стратегия в реальном времени | ПК (Windows)                          |
| F.E.A.R. Extraction Point  | Vivendi Games                              | 24 октября 2006 года  | шутер от первого лица        | ПК (Windows)                          |
| F.E.A.R. Perseus Mandate   | Vivendi Games                              | 6 ноября 2007 года    | шутер от первого лица        | ПК (Windows)                          |
| F.E.A.R. Files             | Vivendi Games                              | 6 ноября 2007 года    | шутер от первого лица        | Xbox 360                              |
| Section 8                  | SouthPeak Interactive, TimeGate Studios    | 4 сентября 2009 года  | шутер от первого лица        | ПК (Windows), Xbox 360, PlayStation 3 |
| Section 8: Prejudice       | TimeGate Studios                           | 4 мая 2011 года       | шутер от первого лица        | ПК (Windows), Xbox 360, PlayStation 3 |